# Kill (album)
Kill je desáté studiové album americké death metalové kapely Cannibal Corpse, vydané 21. března 2006. V Evropě bylo přibaleno i DVD s živým vystoupením kapely, nahraným ve Štrasburku v roce 2004, nazvaným Hammer Smashed Laiterie.
Obal alba je jeden z jen tří obalů alba Cannibal Corpse, které nevykazují explicitní grafické násilí. Alex Webster v rozhovoru prohlásil, že se rozhodli mít takový obal na album, protože všichni členové kapely nemohli shodnout s obalem alba. Také uvedl, že chtějí, aby se jejich fanoušci zaměřili na jejich hudbu a nebyli rušeni násilným obalem. Řekl: "Tentokrát jsme chtěli udělat něco jiného."

## Seznam skladeb
1. The Time to Kill Is Now (Alex Webster) – 2:03
2. Make Them Suffer (Paul Mazurkiewicz, Pat O'Brien) – 2:50
3. Murder Worship (Webster) – 3:56
4. Necrosadistic Warning (Webster) – 3:28
5. Five Nails Through the Neck (Webster) – 3:45
6. Purification by Fire (Mazurkiewicz, O'Brien) – 2:57
7. Death Walking Terror (Webster) – 3:31
8. Barbaric Bludgeonings (Rob Barrett) – 3:42
9. The Discipline of Revenge (Webster) – 3:39
10. Brain Removal Device (Mazurkiewicz, O'Brien) – 3:14
11. Maniacal (Webster) – 2:12
12. Submerged in Boiling Flesh (Mazurkiewicz) – 2:52
13. Infinite Misery (O'Brien) – 4:01